# 1841 w polityce

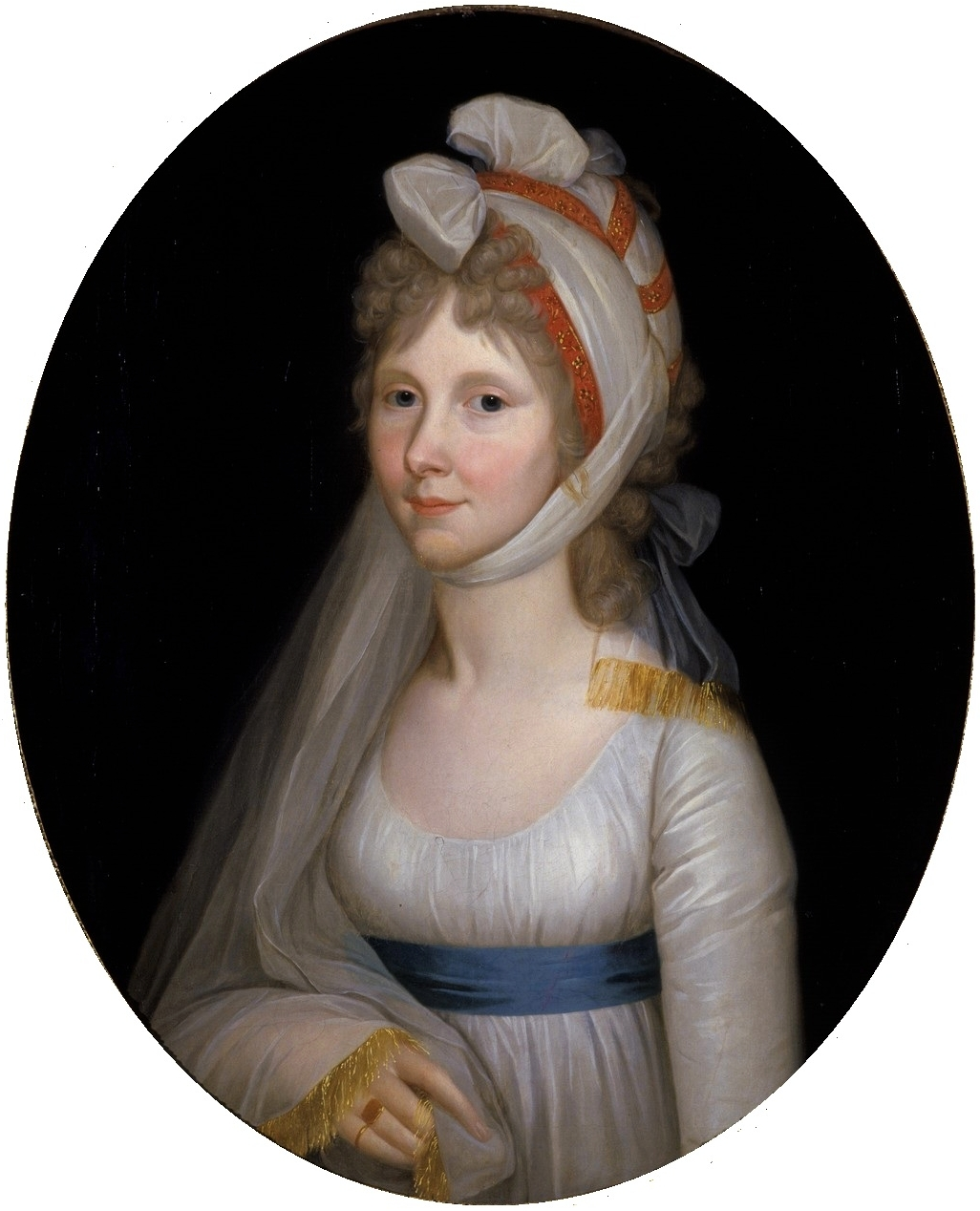
Wilhelm Böttner, Portret Augusty Pruskiej

Wydarzenia polityczne w 1841 roku.

## Wydarzenia
- William Henry Harrison został zaprzysiężony na urząd prezydenta Stanów Zjednoczonych[1].

## Urodzili się
- 25 stycznia John Arbuthnot Fisher, brytyjski admirał[2].

## Zmarli
- 19 lutego Augusta, księżniczka pruska[3].